# Roberto Caamaño
Roberto Caamaño (Buenos Aires; 7 de julio de 1923-Buenos Aires; 8 de junio de 1993) fue un compositor, pianista y catedrático argentino. 
Egresó del Conservatorio Nacional de Música "Carlos Lopez Buchardo" donde estudió piano y composición con Athos Palma y Amelia Cocq de Weingand. Posteriormente, se perfeccionó en piano con Fritz Masbach y fue becario de la Fundación Rockefeller (1952) y Fulbright (1955). 
A partir de 1944 y hasta 1961 desarrolló una intensa actividad como pianista tanto solista como con orquesta, brindando conciertos y recitales en Europa y América. Entre 1961 y 1964 se destacó como Director Artístico del Teatro Colón. Fue miembro del Comité Ejecutivo del International Music Council (UNESCO) (1972-1977), Presidente del Consejo Interamericano de la Música (1972-1983) y miembro del Directorio del Fondo Nacional de las Artes (1980-1983). Fundó y presidió el Consejo Argentino de la Música. Miembro de Número y Vicepresidente de la Academia Nacional De Bellas Artes 
Caamaño mantuvo un estrecho vínculo con la docencia. Dictó las cátedras de piano, armonía, composición, formas musicales y orquestación. Fue profesor en la Escuela de Música de la Universidad del Litoral, en el Conservatorio Nacional de Música y en la Facultad de Artes y Ciencias Musicales de la Universidad Católica Argentina, en la que además ocupó el cargo de Decano desde 1966 hasta su fallecimiento en 1993. Fue director de tesis doctorales, como la de Carmen García Muñoz que versó sobre el compositor español Juan de Araujo.
En la década que va desde 1944 hasta 1954, Caamaño escribió más de la mitad de sus obras. Esta etapa, caracterizada por una gran espontaneidad, un impulso rítmico y expresivo muy marcado y una sólida técnica, discurrió por dos vertientes: la religiosa, que recorrería toda su producción, y la hispana, reservada a este período. Se destacan de entonces las Baladas Amarillas Op. 1 para canto y piano (1944 - Premio de la Comisión Nacional de Cultura), el Psalmus CXIV Op. 10 para coro a cappella, las Variaciones gregorianas Op. 15 para piano (1953 - Premio Municipal), las Variaciones americanas Op. 16 (1952) y el Magnificat para coro y orquesta Op. 20 (1952) del mismo año. 
Más adelante, obtuvo el Premio Fondo Nacional de las Artes por las Cinco piezas breves para cuarteto de cuerdas Op. 21 (1955). En esta sección intermedia escribió su primer Concierto para piano y orquesta Op. 22 (1957), la Música para cuerdas Op. 23 (1957) y el Quinteto para piano y cuerdas Op. 25 (1957).
Hacia 1966 se produjo su acercamiento al dodecafonismo con la Cantata para la paz Op. 27 para coro y orquesta. A partir de entonces y en su posterior producción, utilizó libremente todos los recursos y alcanzó una rica madurez expresiva de la que son ejemplos el Concierto para piano y orquesta Nº2 Op.30 (1971), el Concierto para arpa y pequeña orquesta Op. 31 (1973) y el Concierto para guitarra amplificada y orquesta Op. 32 (1974). Dejó también grandes obras sinfónico-corales, como el Canto a San Martín Op. 33 (1980), y el Te Deum Op.34 (1981).
En virtud de su trayectoria como docente, académico y compositor fue nombrado Maestro de la Música Argentina por la Comisión Arquidiocesana para la Cultura. Además, fue honrado con el Laurel de Plata del Rotary a la Personalidad del Año y con el Gran Premio SADAIC por su producción sinfónica y de cámara.
Escribió La historia del Teatro Colón (1908-1968), publicado en 1969 por Editorial Cinetea, Buenos Aires.
En 1999 fue galardonado póstumamente con el Premio Konex de Honor.

## Obras
- Baladas amarillas, Op. 1 (1944)
- Cuarteto Nº1, Op. 2 (1945)
- Dos cantos gallegos, Op. 3 (1945)
- Tres cantos de Navidad, Op. 4 (1946)
- Cuarteto Nº2, Op. 5 (1946)
- Seis preludios (para piano), Op. 6 (1947)
- Psalmus CXLIX, Op. 7 (1948)
- Poema para barítono y piano, Op. 8 (1948)
- Suite para orquesta de cuerdas, Op. 9 (1949)
- Psalmus CXIV, Op. 10 (1950)
- Preludio, adagio y fuga, Op. 11 (1951)
- Salmo VI, Op. 12 (1951)
- Lamento (en la tumba de Manuel de Falla), Op. 13 (1952)
- Benedictus, Op. 14 (1952)
- Variaciones gregorianas (para piano), Op. 15 (1953)
- Variaciones americanas, Op. 16 (1953)
- Tres sonetos de Francisco Luis Bernárdez, Op. 17 (1953)
- Dos cantares galaico-portugueses el Siglo XIII, Op. 18 (1954)
- Concierto para Bandoneón y Orquesta, Op. 19 (1954)
- Magnificat, Op. 20 (1954)
- Cinco piezas breves para cuarteto de cuerdas, Op. 21 (1955)
- Concierto Nº1 para Piano y Orquesta, Op. 22 (1957)
- Música para cuerdas, Op. 23 (1957)
- Psalmus XLVI", Op. 24 (1957)
- Quinteto para piano y cuerdas, Op. 25 (1957)
- Diálogos para dos pianos, Op. 26 (1965)
- Cantata de la paz, Op. 27 (1966)
- Tripartita para Banda, Op. 28 (1967)
- Fábulas, Op. 29 (1970)
- Concierto Nº2 para Piano y Orquesta, Op. 30 (1971)
- Concierto para Arpa y Pequeña Orquesta, Op. 31 (1973)
- Concierto para Guitarra amplificada y Orquesta, Op. 32 (1974)
- Canto a San Martín, Op. 33 (1980)
- Te Deum para Coro y Orquesta, Op. 34 (1981)
- Música para Órgano, Op. 35 (1989)
- Tres sonetos, Op. 36 (1989)
- Invocación, Op. 37 (1989)